# Mednarodna hmeljarska organizacija
Svetovna hmeljarska organizacija (1952) - International Hop Growers’ Convention IHGC / Comité International de la Culture du Houblon CICH / Internationales Hopfenbaubüro IHB (www.ihgc.org) povezuje organizacije hmeljarjev in podjetja trgovcev s hmeljem na globalni ravni. Strokovno, znanstveno in promocijsko poslanstvo opravljajo aktivni delegati in raziskovalci s področja agroživilstva v 3 komisijah. V (1) Ekonomski komisiji analizira in objavlja posredovane statistike različnih elementov ponudbe hmelja, v (2) Znanstveno-tehnični komisiji predstavlja in publicira raziskovalne prispevke s področja tehnike pridelave in predelave, žlahtnjenja, varstva in kakovosti hmelja, v (3) Komisiji za harmonizacijo predpisov pa pripravlja strokovna gradiva za odpravljanje administrativnih ovir pri izvozu hmelja. Aktivnosti organizacije načrtuje njeno predsedstvo, povezovalno vlogo med članicami iz 20 držav in administrativne naloge pa generalni sekretariat. 
Organizaciji predseduje Leslie A. Roy (ZDA), generalni sekretariat pa od 1997 vodi dr. Martin Pavlovič (SI). Delegati in predstavniki v Svetovni hmeljarski organizaciji se srečujejo 3-4 krat letno.